# Asira ash-Shamaliya
Asira ash-Shamaliya (عصيرة الشمالية en arabe) est un village montagneux palestinien situé dans le gouvernorat de Naplouse. 
Sa population a été estimée à 2 336 habitants lors du recensement de 2007 par le Bureau central palestinien des statistiques . 
Le nom du tient son origine du cananéen signifiant pressoir à raisins, destiné à la préparation du vin à l’époque romaine ou pressoir d'huile d'olive. Ce nom serait également lié à ses paysages montagneux et ses routes cahoteuses rendant la marche difficile.

## Géographie

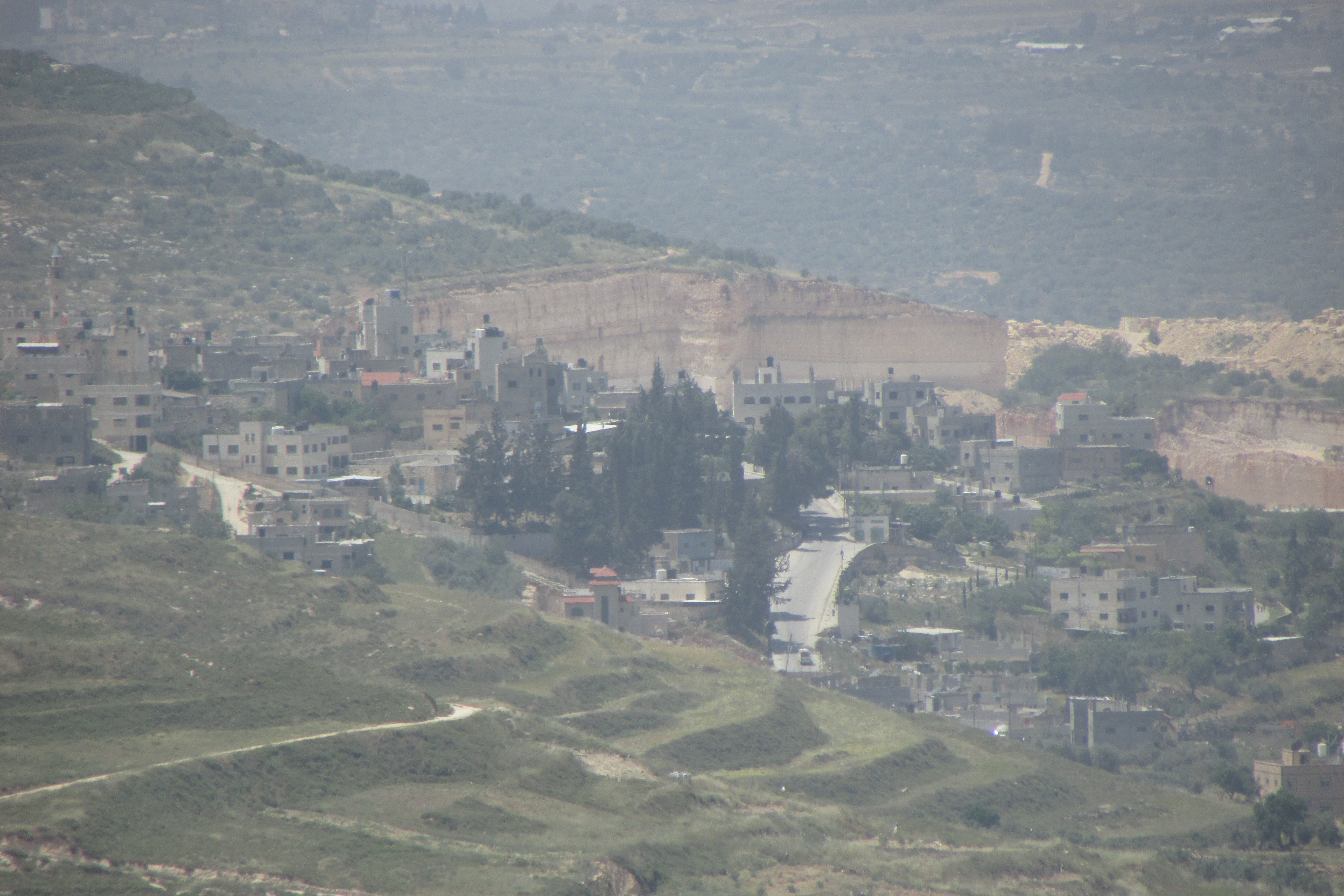
Vue générale du village du côté Est

Asira se situe en Cisjordanie à 6 km au nord de Naplouse et à 648 mètres au dessus du niveau de la mer. Au nord d'Asira, on trouve les villages de Yassid et Beit Emreen, Zawata un peu plus à l'ouest, Askar et Almasaken Al-Shaabya à l'est.
L'ensemble de ses terres représente une superficie d'environ 35 mille dounams (35 km2) dont 20 mille dounams (20 km2) recouvertes d'oliviers et d'amandiers. Environ 2 000 dounams (2 km2) de sa superficie sont constitués de forêts,. L'occupation israélienne a confisqué à ce village environ 1 500 dounams (1,5 km2) et installé sur le lieu, un camp militaire.

## Lieux et infrastructures
Le village dispose de six écoles publiques, d'une clinique gouvernementale et d'une clinique privée. Dans le cadre la vie sociale du village, on compte également, quelques associations de femmes, un club de sports, la défense civile palestinienne, le Croissant-Rouge palestinien ainsi que la police palestinienne.
Autre particularité à souligner dans ces lieux est la présence de l'arbre Beit Al-zaki  vieux de plus de 900 ans. Considéré par la population comme un arbre béni, les habitants ont coutume de venir déposer leurs vœux et souhaits au pied de cet arbre quasi millénaire.

## Histoire

### Période ottomane - 1517 à 1917
Comme toute la Palestine, Asira est sous autorité ottomane à partir de 1517. En 1596, le nom du village apparaît pour la première fois dans les registres fiscaux ottomans. Les agriculteurs sont soumis dès lors au paiement d'une taxe fixée à 33,3 % pour divers produits agricoles tel que le blé, l'orge, les récoltes de l'été, les olives, l'élevage des chèvres et les ruches.
Lors de sa visite au village[Quand ?], l'archéologue français Victor Guérin décrit Asira comme « un grand village » remarquant en particulier la persévérance de ses habitants. Selon l'archéologue, leurs maisons sont mieux construites que celles des villages environnants. Il portera une attention particulière à l'agriculture, à leurs terres plantées de figuiers, d’oliviers et autres cultures de légumes divers et variés.

### Mandat britannique
Asira al-Shamaliya est tombée aux mains de l'armée britannique en 1917. Le village est officiellement sous contrôle du mandat britannique en 1920.

## Économie

### L'agriculture
L'agriculture est le principal secteur économique de Asira. Parmi les cultures les plus importantes, on trouve notamment la production des olives, des figues, des amandes, des lentilles, du blé ainsi que d'autres légumes.
Asira cependant n'échappe pas à l'expansion urbaine et celle des infrastructures routières qui finissent par réduire l'étendue des cultures et des terres agricoles.

### Commerce et industrie
Asira peut jouir d'une activité commerciale prospère grâce à sa localisation. Elle comprend des usines de pierre et de savon, des usines de plastique, et nombreux pressoirs à olives.